# Jenichov
Jenichov je vesnice, část obce Střemy v okrese Mělník ve Středočeském kraji. Nachází se asi dva kilometry jihovýchodně od Střem. Je zde evidováno 72 adres. Trvale zde žije 88 obyvatel. Vesnice (dříve též Noněchov, Niněchov, Nyněchov, Mnichov) leží od Mělníka asi 10,5 kilometru severovýchodně.
Jenichov je také název katastrálního území o rozloze 4,74 km².

## Historie
První písemná zmínka o vesnici pochází z roku 1227. Jenichov již roku 1228 náležel jako Nebužely a Velký Újezd jeptiškám panenského kláštera svatého Jiří na Pražském hradě. Jenichov náležející k liblickému statku zdědil po svém otci Smil Vlínský z Vliněvsi, který jej prodal roku 1621 své matce Anně Špetlové, rozené z Dubé.
V roce 1841 celá ves až na čtyři domy vyhořela. Oheň založil z pomsty vojín jízdního pluku, jehož oddělení zde bylo ubytováno. Kroupy zde padaly v letech 1864 a 1869 a v letech 1863 a 1869 postihla zemědělce neúroda.

## Obyvatelstvo
| Rok            | 1869 | 1880 | 1890 | 1900 | 1910 | 1921 | 1930 | 1950 | 1961 | 1970 | 1980 | 1991 | 2001 | 2011 | 2021 |
| -------------- | ---- | ---- | ---- | ---- | ---- | ---- | ---- | ---- | ---- | ---- | ---- | ---- | ---- | ---- | ---- |
| Počet obyvatel | 261  | 279  | 295  | 301  | 333  | 306  | 280  | 215  | 225  | 189  | 138  | 99   | 88   | 124  | 144  |
| Počet domů     | 40   | 42   | 46   | 49   | 60   | 59   | 62   | 62   | 61   | 55   | 50   | 57   | 60   | 63   | 66   |

## Obecní správa
Při sčítání lidu v letech 1850–1979 Jenichov byl samostatnou obcí v okrese Mělník. Od 1. ledna 1980 je částí obce Střemy v okrese Mělník. V letech 1850–1979 k obci patřila Hleďsebe.

## Další fotografie

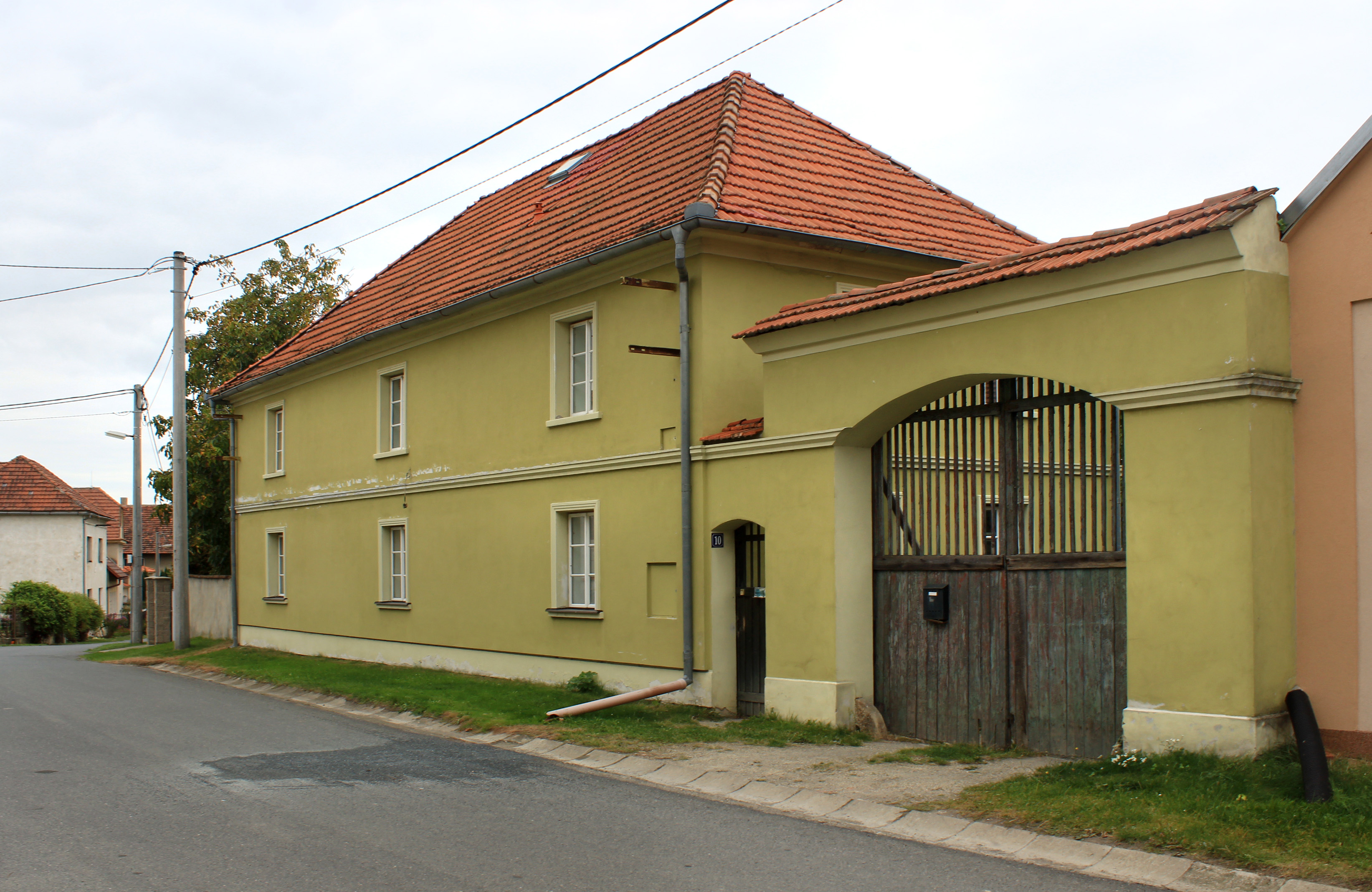
Opravený dům čp. 10
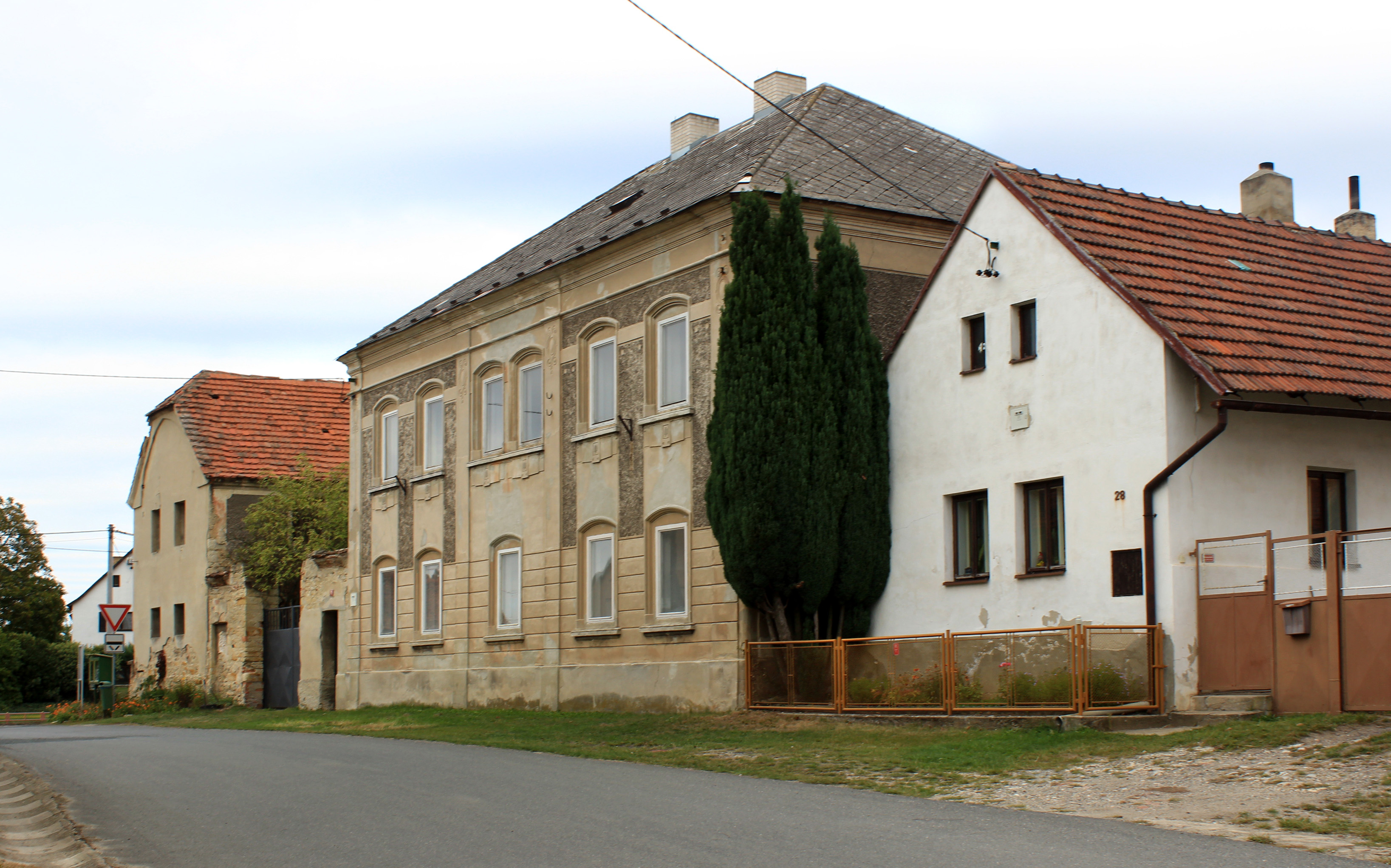
Bývalá škola
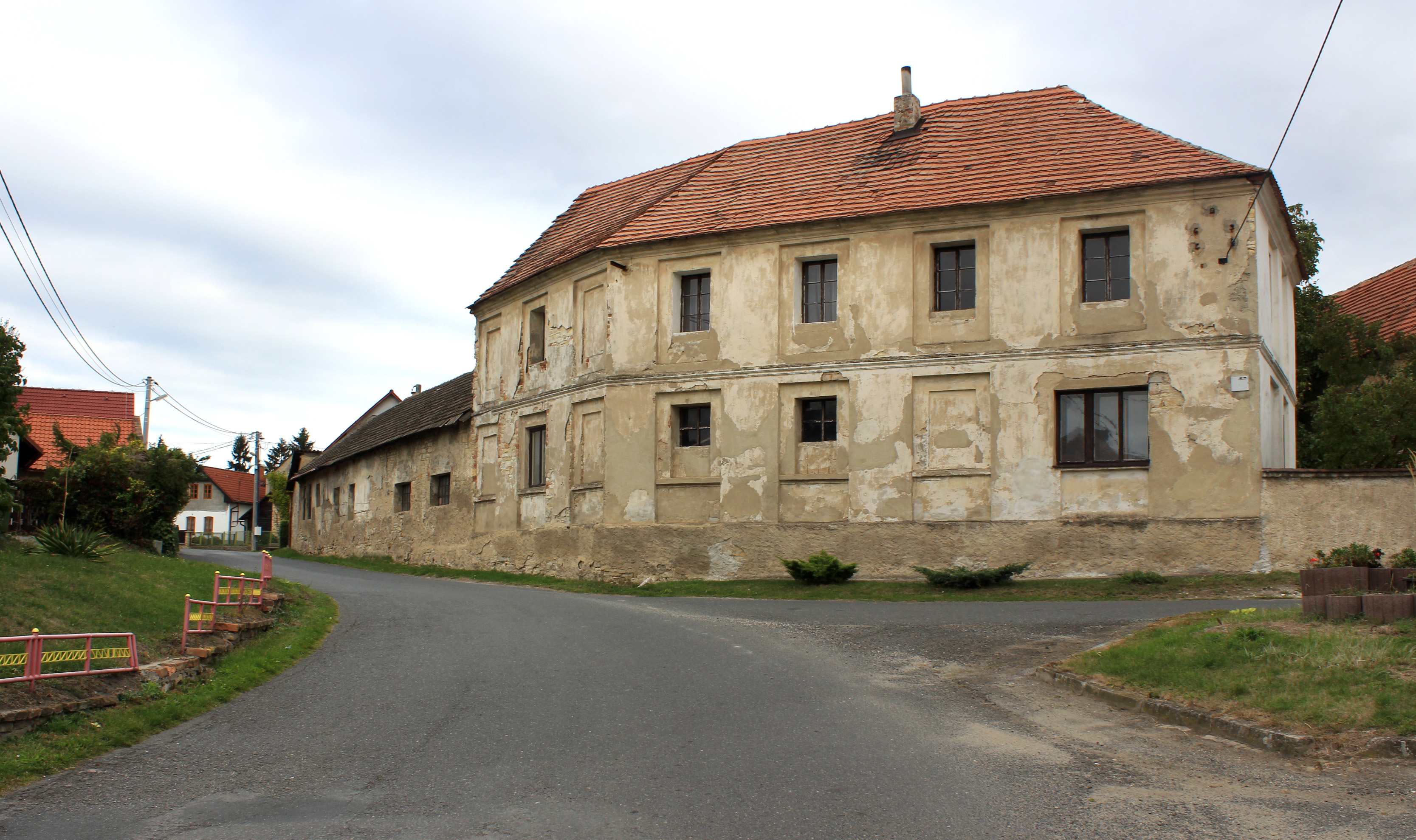
Silnice k Nebuželům